# Tipula (Vestiplex) inaequidentata
Tipula (Vestiplex) inaequidentata is een tweevleugelige uit de familie langpootmuggen (Tipulidae). De soort komt voor in het Oriëntaals gebied.